# Прайс, Энтони
Джон Аллан Энтони Прайс (англ. John Allan Anthony Price, 16 августа 1928, Рикмансворд, Хартфордшир, Англия, Великобритания, — 30 мая 2019, Лондон, Англия, Великобритания) — английский писатель, автор шпионских триллеров, известный как Энтони Прайс. Входит в сотню лучших авторов детективов.

## Биография и творчество
Прайс учился в en:The King's School, Canterbury, служил в Британской армии с 1947 по 1949, дослужившись до звания капитана. После армии он учился в Мёртонском Колледже (англ. Merton College) в Оксфорде, окончив его в 1952 году и получив степень Магистра. C 1952 по 1988 Прайс работал журналистом в издательстве Вестминстер Пресс (англ. Westminster Press), а также редактором еженедельной газеты Оксфорд Таймс (англ. Oxford Times) с 1972 по 1988.
Прайс написал девятнадцать романов из серии о докторе Дэвиде Одли/полковнике Джеке Батлере. Эти произведения повествуют о группе агентов, работающих в организации, прообразом которой явилась MI5. Сами агенты называют своего работодателя «Министерство Обороны», хотя из романа «Наши в Камелоте» (англ. Our Man in Camelot) становится ясным, что их отдел больше напоминает MI5.
Роман «Пути к славе» (англ. Other Paths to Glory) упоминает, что финансирование отдела разведки завуалировано в бюджете под статьёй «Исследования и разработки». Отдел возглавляет Сэр Фредерик Клинтон, а затем полковник Джек Батлер. Лучшим агентом отдела является Дэвид Одли, историк, ставший тайным агентом. Одли славится своими неординарными тактическими приёмами и пристрастием к цитированию Киплинга, особенно романа «Сталки и К».
Одли появляется в каждом романе, но далеко не всегда является главным героем. В первом романе «The Labyrinth Makers», в котором Одли знакомится со своей будущей женой, он является главным героем, а остальные агенты лишь представлены, хотя позже каждый из них станет главным героем какой-либо книги. Это же относится и к Джеку Батлеру (роман «Colonel Butler’s Wolf»), майору Хью Роскиллу (роман The Alamut Ambush), и историку Полу Митчелу, которого Одли вербует в романе «Пути к славе». Как и в романах Джона Ле Карре о команде Смайли, в отделе присутствуют соперничество и вражда, но Прайс идёт ещё дальше и повествование некоторых романов идёт от лица тех, кто недолюбливает Одли, а читатель имеет возможность посмотреть на историю их глазами. Здесь, отдельно можно отметить роман «Sion Crossing» от лица Оливера Латимера.
Выдуманная Прайсом разведывательная служба имеет гораздо больше общего с британской разведкой, нежели созданная Ле Карре; в ней есть женщины-агенты: сначала Фрэнсис Фицгиббон, а затем Элизабет Лофтус. Русский противник Одли, профессор Панин, появляется в нескольких произведениях и участвует в заговоре относительно «Дебреценского списка» людей, которые могли (или нет) обучаться в разведшколе, расположенной в городе Дебрецен (Венгрия).
Действие в романах происходит в «реальном» времени, поэтому персонажи меняются и развиваются с каждым новым эпизодом. Временной разрыв между первым и последним романом составляет примерно двадцать лет. В некоторых романах рассказывается о молодых годах Одли и Батлера во времена Второй мировой войны. Необычность сюжетов заключается в том, что они тем или иным образом связаны с наиболее важными событиями военной истории.
«Скорее всего, Дьявол перестроил Ад с учетом информации, почерпнутой им при осмотре планировки аэропортов»

Энтони Прайс
Энтони Прайс умер 30 мая 2019 года в возрасте 90 лет в Лондоне, Англия, Великобритания, от хронической обструктивной болезни легких.

## Экранизации
По романом Прайса был снят шестисерийный фильм «Chessgame», показанный по британскому телевидению в конце 1983 года, затем повторно в 1986 году, но уже как трёхсерийный фильм. В роли Одли снялся знаменитый актёр Теренс Стэмп.

## Признание
- 1971 — Премия Ассоциации Детективных писателей (Silver Dagger) за роман The Labyrinth Makers
- 1975 — Премия Ассоциации Детективных писателей (Gold Dagger) за роман Other Paths to Glory

### Романы
- The Labyrinth Makers (1971)
- The Alamut Ambush (1972)
- Colonel Butler’s Wolf (1972)
- October Men (1973)
- Other Paths to Glory (1975)
- Our Man in Camelot (1975)
- War Game (1977)
- The '44 Vintage (1978)
- Tomorrow’s Ghost (1979)
- The Hour of the Donkey (1980)
- Soldier No More (1981)
- The Old Vengeful (1982)
- Gunner Kelly (1983)
- Sion Crossing (1984)
- Here Be Monsters (1985)
- For the Good of the State (1986)
- A New Kind of War (1987)
- A Prospect of Vengeance (1988)
- The Memory Trap (1989)

### Документальная литература
- The Eyes of the Fleet: A Popular History of Frigates and Frigate Captains 1793—1815 (1990)[11]